# Caiga Quien Caiga (Chili)

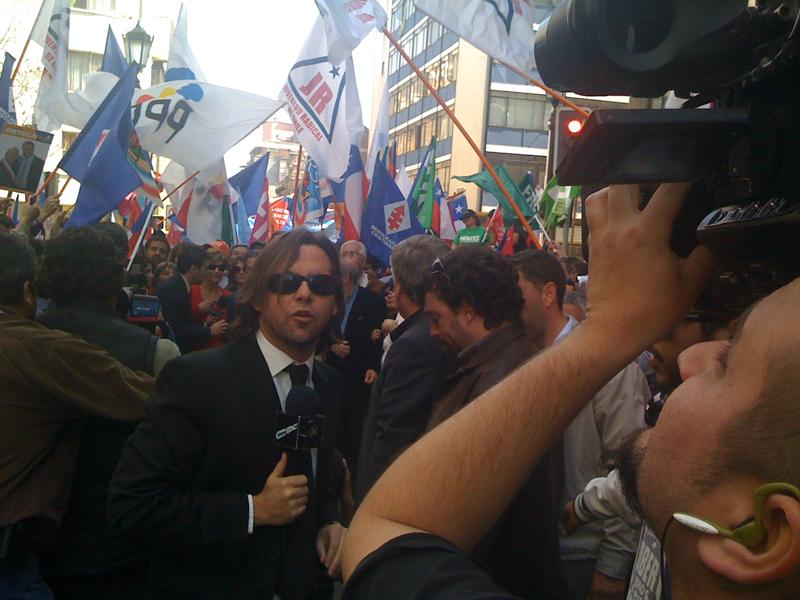
Sebastián Eyzaguirre, journaliste du Chili

Caiga Quien Caiga, ou CQC, est une émission de télévision humoristique chilienne diffusée 2002-2011 sur Mega.

## Concept
L'émission se présente sous la forme d'un journal télévisé traitant de l'actualité politique, sportive ou culturelle sur un ton satirique et humoristique. L'émission est diffusée en direct, et présentée par trois journalistes habillés de costumes noirs. L'émission alterne sujets d'actualité et entretiens avec diverses personnalités.
Les indices musicaux de début et de fin d'émission sont respectivement la chanson Shoot to Thrill du groupe australien AC/DC, et Funky Mama de Danny Gatton.

## Adaptations
La version originale de l'émission est diffusée en dehors de l'Argentine; elle est notamment diffusée :
- en Uruguay sur Monte Carlo TV, qui diffuse l'intégralité des saisons depuis que l'émission est diffusée sur Telefe.

L'émission a été l'objet de plusieurs adaptations à travers le monde. Si certaines adaptations ont eu une durée de vie très courte faute d'audience, parfois de l'ordre de quelques semaines comme la version française Les Hyènes diffusée sur France 2, certaines adaptations, comme l'émission italienne Le Iene diffusée sur Italia 1 ou l'émission brésilienne Custe o Que Custar sur Rede Bandeirantes, ont réussi à s'implanter de manière durable dans la grille des programmes de leur chaîne respective.
- Custe o Que Custar, version brésilienne diffusée depuis 2008 sur le réseau Bandeirantes,
- Caiga Quien Caiga, version espagnole diffusée de 1996 à 2007 sur Telecinco, de 2008 à 2010 sur laSexta puis trois mois sur Cuatro,
- CIA : Club de l'info amateur, première version française diffusée en 2001 sur TF1[2],
- Les Hyènes, deuxième version française diffusée en 2004 sur France 2,
- Le Iene, version italienne diffusée depuis 1997 sur Italia 1,
- CQC, version néerlandaise diffusée d'août 2009 à avril 2010 sur Veronica,
- Caia Quem Caia, version portugaise diffusée de 2008 à 2010 sur TVI.